# كامبل ويلسون
كامبل ويلسون (بالإنجليزية: Campbell Wilson)‏ هو مسير أعمال نيوزيلندي، ولد في 1971 في كرايستشرش في نيوزيلندا.